# 노루
노루(Capreolus pygargus)는 아시아에 서식하는 사슴과 노루속의 한 종으로, 유럽노루와 구분해서 시베리아노루라고도 한다. 유럽노루(Capreolus capreolus)의 아종으로 생각되었으나, 현재는 별도의 종으로 취급한다. 한자어로는 장(獐·麞)이라고 한다.

## 생태

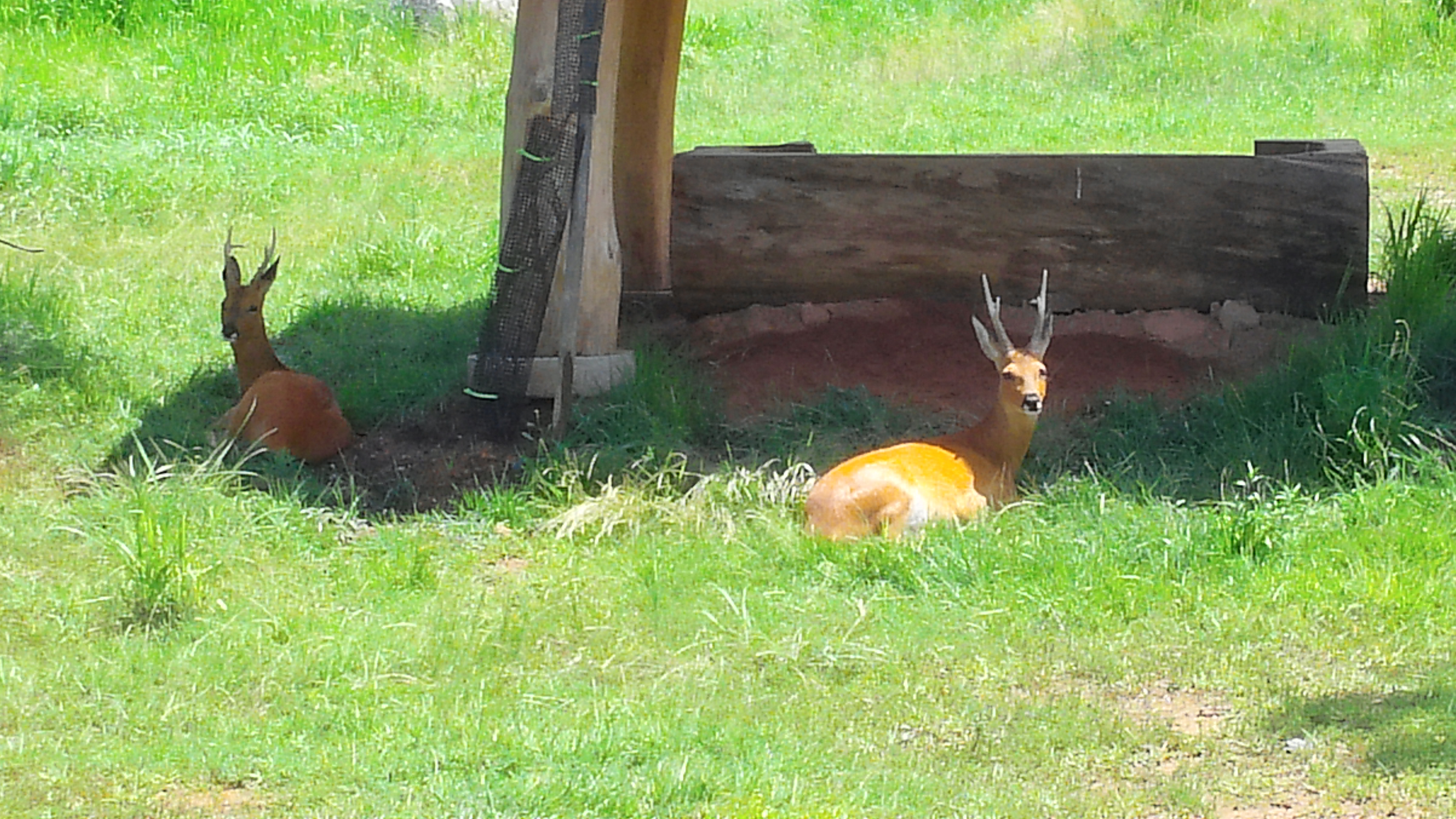
노루, 국립생태원

### 특징
사슴과 비슷하게 생겼으나 뿔이 수컷에게만 있으며 짧고 세 개의 가지가 있다. 두각의 가짓수는 나이를 나타내는 것이기도 한데, 대체로 1~2년생은 가지가 한 개, 3~4년생은 가지가 두 개, 5년생 이상은 가지가 세 개 이상이다. 몸빛은 여름에는 황갈색 또는 적갈색을 띠고, 겨울에는 점토색을 나타내는데 겨울털에는 엉덩이에 큰 흰색 반점이 있다. '껑껑'하고 울부짖는데, 마치 개가 짖는 소리와 비슷하다. 세력권을 알릴 때에는 나뭇가지에 뿔을 비비거나, 배설물로 영역을 알린다. 이 행동은 특히 번식기에 두드러진다. 고산·야산을 막론하고 삼림지대에 서식하며, 다른 동물과 습성이 다른 점은 겨울이라도 양지보다는 음지를 선택하여 서식한다는 점이다.
쇠뜨기, 시로미를 비롯한 여러 잡초들을 주식으로 하며, 다리 근육이 발달하여 한 번에 7미터 이상 뜀박질할 수 있으며 시속 80km로 달릴 수도 있다. 천성이 예민하며 특히 청각이 발달해 극히 작은 소리만 나도 주위를 경계한다.

### 번식
통상적인 임신기간은 약 150일이다. 그러나 착상지연이 일어나면 배(胚)가 자궁벽에 착상하는 것이 지연되어 임신기간은 약 10개월까지 늘어난다. 일반적으로 9-11월 사이에 교미를 해서 5-6월에 1-3마리의 새끼를 낳는다. 알려진 바에 의하면 암컷의 경우 사슴류 중에서 유일하게 4-5개월간의 착상지연 기간이 있다. 그러나 11~12월에 교미한 경우 착상지연 현상이 없을 수도 있다. 새끼는 생후 한 시간이면 걸어다닐 수 있고 2-3일이 지나면 빠른 질주력을 갖게 된다. 새끼는 겨울까지 젖을 먹지만 태어난 지 2개월 정도 되면 스스로 풀과 관목의 줄기를 뜯어먹는다. 출산이 다가오면 이전 해의 새끼들을 떠나보낸다.

### 천적
천적은 호랑이·표범·불곰·늑대·검독수리 등이다. 빠른 질주력으로 적의 추격에서 쉽게 벗어날 수 있지만, 적이 보이지 않으면 정지하여 주위를 살펴보는 습관이 있기 때문에 잡히는 경우가 많다.

### 서식지역
노루는 동유럽에서부터 중앙아시아, 동아시아에 걸쳐 넓은지역에서 서식한다. 코카서스 산맥 북부와 우크라이나 동부지역에서도 화석이 발견되 한 때는 이 지역에도 노루가 살았음을 알 수 있다. 19세기 후반과 20세기 초반에는 동유럽, 카자흐스탄, 시베리아에서 사냥으로 인해 서식지가 크게 줄어들었다.
동북아시아 등지에 분포하며 히말라야 이북과 북극권 이남지역에 한정 서식한다.
한반도에서는 백두산에서 지리산을 거쳐 한라산에 이르는 넓은 지역에 서식한다. 비무장지대에서도 많은 수가 목격되는 것으로 드러난다. 서울시 보호 야생 생물 대상종이다.
제주특별자치도 한라산과 그 근처의 만수동산에는 등산로 주변에도 적지 않은 수가 목격될 정도로 많은 수가 서식한다. 한때 멸종의 위기까지 몰렸지만, 꾸준한 복원 노력으로 인해 개체수가 늘어났다. 하지만 2010년대 후반 개체수가 줄고 있다. 2018년에는 약 3,900마리가 제주도에서 살고 있는 것으로 확인됐으나, 2020년에는 약 3,500마리로 개체수가 감소했다. 2013년 7월 개체수 증가에 따른 수렵 허가 가능과 한라산 중산간 지역의 개발과 로드킬, 들개의 습격 등이 노루 개체수 감소의 주 원인이다. 노루 수렵은 2019년 7월 금지됐다.

## 인간과의 관계

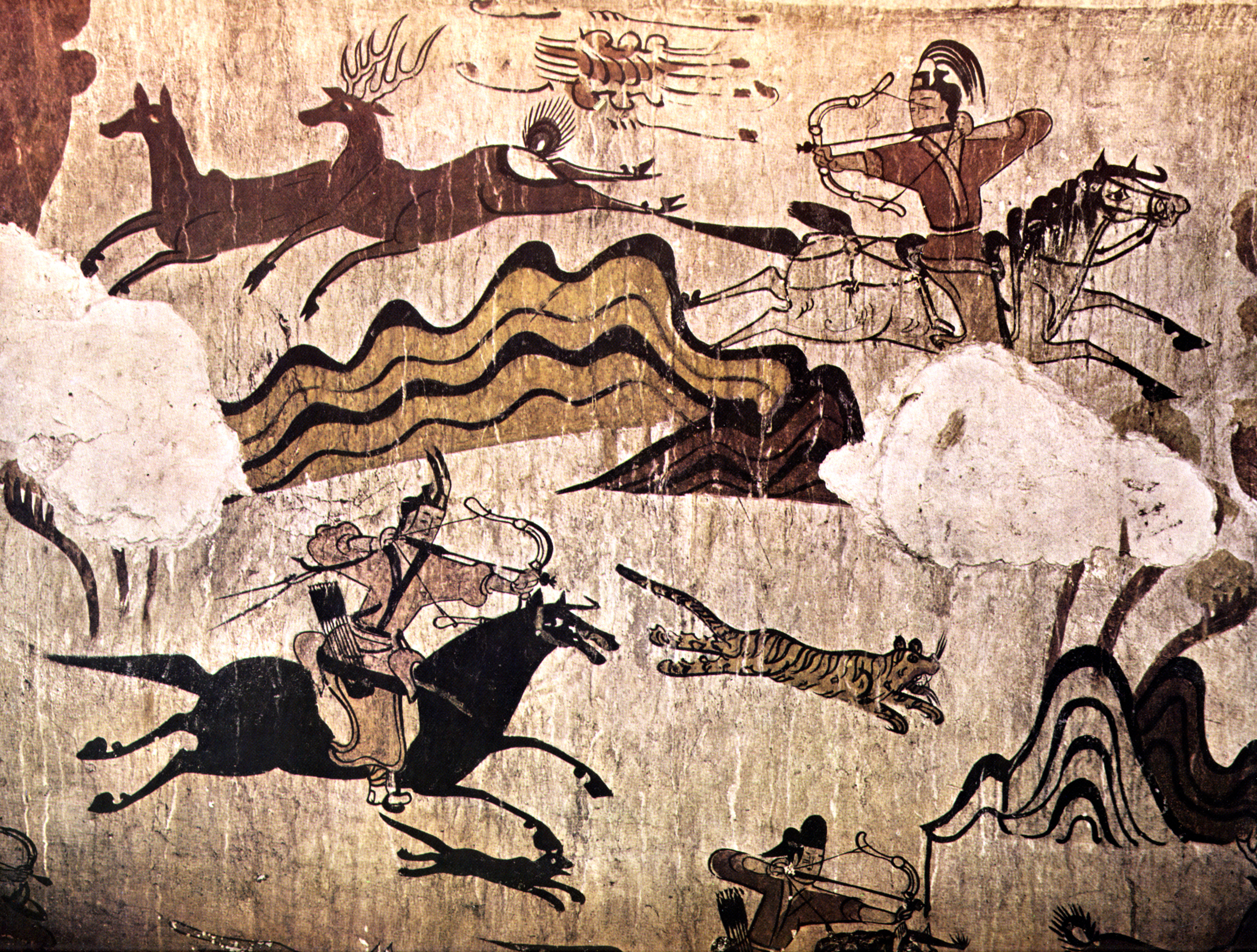
고구려 무용총 수렵도

노루는 일찍이 사냥의 표적으로 많이 희생된 야생동물로 《삼국사기》에도 기록이 남아 있다. 또한 노루고기는 육질이 연하고 감칠맛이 있어 구이나 육포로 만들어 먹으며, 한방에서는 노루의 피를 장혈(麞血)이라 하여 허약한 사람에게 기를 보강해 주는 약재로 쓴다. 뼈는 곰국으로 먹으며, 노루뿔 또한 장각(麞角)이라 하여 임질의 치료약으로 쓴다.